# 573
573（五百七十三、ごひゃくななじゅうさん）は自然数、また整数において、572の次で574の前の数である。

## 性質
- 573は合成数であり、約数は 1, 3, 191, 573 である。
  - 約数の和は768。
- 179番目の半素数である。1つ前は566、次は579。
- 各位の和が15になる37番目の数である。1つ前は564、次は582。
- 573 = 22 + 132 + 202 = 42 + 142 + 192 = 52 + 82 + 222 = 112 + 142 + 162
  - 3つの平方数の和4通りで表せる61番目の数である。1つ前は570、次は574。(オンライン整数列大辞典の数列 A025324)
  - 異なる3つの平方数の和4通りで表せる45番目の数である。1つ前は570、次は574。(オンライン整数列大辞典の数列 A025342)

## その他 573 に関連すること
- 西暦573年
- コナミ株式会社、及びその子会社はその社名の当て字として573を用いることがある。
  - 同社のレコードレーベル、「573 Records」